# British Airways World Cargo
British Airways World Cargo, раніше British Airways Cargo, була підрозділом IAG Cargo, що надає авіаперевезення вантажів під брендом British Airways. Це була дванадцята за величиною вантажна авіакомпанія у світі за загальним тонно-кілометром перевезення вантажу. Послуги з перевезення вантажів надавалися з використанням основного флоту British Airways, а також спеціалізованих вантажних літаків, які працювали за договором оренди з Global Supply Systems.